# 丸子鐘紡駅
丸子鐘紡駅（まるこかねぼうえき）は、長野県小県郡丸子町（現・上田市）下丸子にあった上田丸子電鉄丸子線の駅（廃駅）である。丸子線の廃線に伴い1969年（昭和44年）4月20日に廃駅となった。

## 歴史
- 1918年（大正7年）11月21日：丸子鉄道大屋駅（後の電鉄大屋駅） - 丸子町駅間開通に伴い下丸子駅（しもまるこえき）として開業[1][2][3]。一般駅[4]。
- 1935年（昭和10年）
  - 7月3日：信濃丸子駅（しなのまるこえき）に改称[2][3]。
  - 8月：鐘淵紡績丸子工場の操業開始に合わせて専用線敷設[5][6]。
- 1943年（昭和18年）10月21日：交通統合に伴い上田丸子電鉄丸子線の駅になる[1][3]。
- 1950年（昭和25年）12月1日：丸子鐘紡駅に改称[2][3]。
- 1969年（昭和44年）4月20日：丸子線の廃線に伴い廃止となる[1][2][3]。

## 駅構造
廃止時点で、島式ホーム1面2線を有する地上駅で、列車交換可能な交換駅であった。駅舎側（西側）が上り線（丸子町方面）、外側（東側）が下り線（上田東方面）となっていた。そのほか鐘淵紡績丸子工場への0.8 kmの専用線を分岐した。この引き込み線は上り線の南側、ホームを過ぎた部分から分岐した。
職員配置駅となっていた。駅舎は構内の西側に位置し、ホーム南側の階段とを結ぶ構内踏切で連絡した。ホームは上屋を有した。駅名標には、1959年（昭和34年）時点では仮名表記では「まりこかねぼう」となっていたが、ローマ字表記では「MARUKO」となっており、記載に相違があった。

### 鐘紡丸子工場引き込み線
当駅から工場までの延長は0.8kmで、当駅を出ると依田川側（西側、右手側）方面に大きくカーブし、さらに左側にカーブして工場に至った。途中、工場入口附近から工場内のホーム手前部分までは機回し用に複線になっていた。工場のホームは1面1線で、上屋を有した。
工場を出た貨物列車は、当駅にて旅客列車の交換が行われる際には、当駅のホーム手前部分で待機していた。

## 駅周辺
鐘淵紡績（現・クラシエ）が上田市大字小牧小字城下（この地は戦後、日本専売公社（現・日本たばこ産業）上田工場となるが2006年（平成18年）に閉鎖。以降は更地）に続いて、丸子町大字下丸子の依田川岸に丸子工場を建築した。この工場招致は丸子鉄道によって行われたものであった。引込み線を起点に同工場で作られた繊維製品が東京・大阪方面に輸送された。当線の廃止後はトラック輸送に完全移行した。この丸子工場は1977年（昭和52年）に系列会社のカネボウ絹糸京美人株式会社として独立し、同社本社工場となったがその後解散、閉鎖された。その後はカネボウベルプラザというショッピングセンターとなっている。
- 国道152号
- 長野県道丸子東部線 - 現・長野県道81号丸子東部インター線。
- 中丸子簡易郵便局
- 依田川

## 駅跡
2007年（平成19年）8月時点では、遺構は無くなっていた。2010年（平成22年）10月時点では、専用線の分岐地点は駅の雰囲気が残っていた。駅跡は民家になっていた。
また、1996年（平成8年）時点では、丸子町駅附近から電鉄大屋駅附近までの線路跡は丸子町道（後に上田市道）となっていた。舗装道路となって整備されているため、2007年（平成19年）8月時点では遺構は無かった。2010年（平成22年）10月時点でも道路は健在であった。

## 隣の駅
上田丸子電鉄
丸子線
上長瀬駅 - 丸子鐘紡駅 - 中丸子駅